# Улрих I фон Емз
Улрих I фон Емз ’Стари’ (на немски: Ulrich I von Ems; † сл. 23 юни 1356) е австрийски благородник от род Емз в Западна Австрия.

## Живот
Той е син на Гоцвин фон Амедис († 1297) и съпругата му с неизвестно име. Внук е на Родолф 'Поета' фон Емз († 1254). Правнук е на Гозвинус фон Амедис († сл. 1210) и праправнук на Гозвинус фон Амедис († сл. 1185) и Аделаида Чило.
Улрих I се жени за фон Шеленберг, дъщеря на Тьолкцер фон Шеленберг († 11 февруари 1330), господар на Кислег, и съпругата му фон Кислег, дъщеря на Беро фон Кислег.
През 1343 г. император Лудвиг IV Баварски разрешава на Улрих I фон Емз да построи замък Глопер в Ной-Емз в Хоенемс. През 1407 г. през Апенцелската война замъкът е обсаден почти два месеца и разрушен. Правнукът му Ханс Улрих I фон Хоенемс († 1449) построява замъка отново до ок. 1430 г.
Родът му става прочут и могъщ във Форарлберг. Праправнукът му Волф Дитрих фон Хоенемс (1507 – 1538) се жени 1528/1529 г. за Чиара де' Медичи (1507 – 1559), сестра на папа Пий IV (1499 – 1565).

## Деца
Улрих I фон Емз и съпругата му фон Шеленберг имат двама сина:
- Улрих II фон Емз 'Богатия' († сл. 10 февруари 1402), женен за Маргарета фон Хомбург († 1371); родители на:
  - Марквард III фон Емз († ок. 1415, убит при Роршах), женен пр. 20 юли 1396 г. за Доротея фон Фигенщайн († сл. 17 февруари 1438); родители на:
    - Маркус IV/Михаел I фон Емз-Хоенемс († 1489), женен за Анна фон Хоенланденберг († пр. 10 март 1485); родители на:
      - Маркс Зитих фон Емз (* 1466; † 25 юли 1533), прочут военачалник, водач на „ландскнехтите“
- Рудолф I фон Емз-Хоенемс († пр. 30 март 1379), женен на 3 февруари/16 октомври 1353 г. за Венделбург фон Ашау († сл. 1369), родители на:
  - Осана фон Емз-Хоенемс († сл. 1407), наследничка на Шландерс, омъжена на 12 март 1378 г. за Зигмунд фон Щаркенберг († 11 май 1397/26 юни 1403); родители на.
    - Барбара фон Щаркенбург († 1422/1430), омъжена I. пр. 3 юни 1405 г. за рицар Улрих фон Фройндсберг († сл. 1415), II. сл. 1415 г. за Улрих VI фон Мач-Кирхберг († 22 януари 1443/10 януари 1444), граф на Кирхберг

  - Улрих III фон Емз († 9 юли 1386 в битката при Земпах), женен пр. 22 юни 1383 г. за Гертруд Знелман; родители на:
    - Ханс Улрих I фон Хоенемс († пр. 18 юли 1449), господар на Ной-Емз и Глопер, женен I. за Анна фон Щайн, II. пр. 9 април 1429 г. за Аделхайд фон Елербах